# 光学雷达

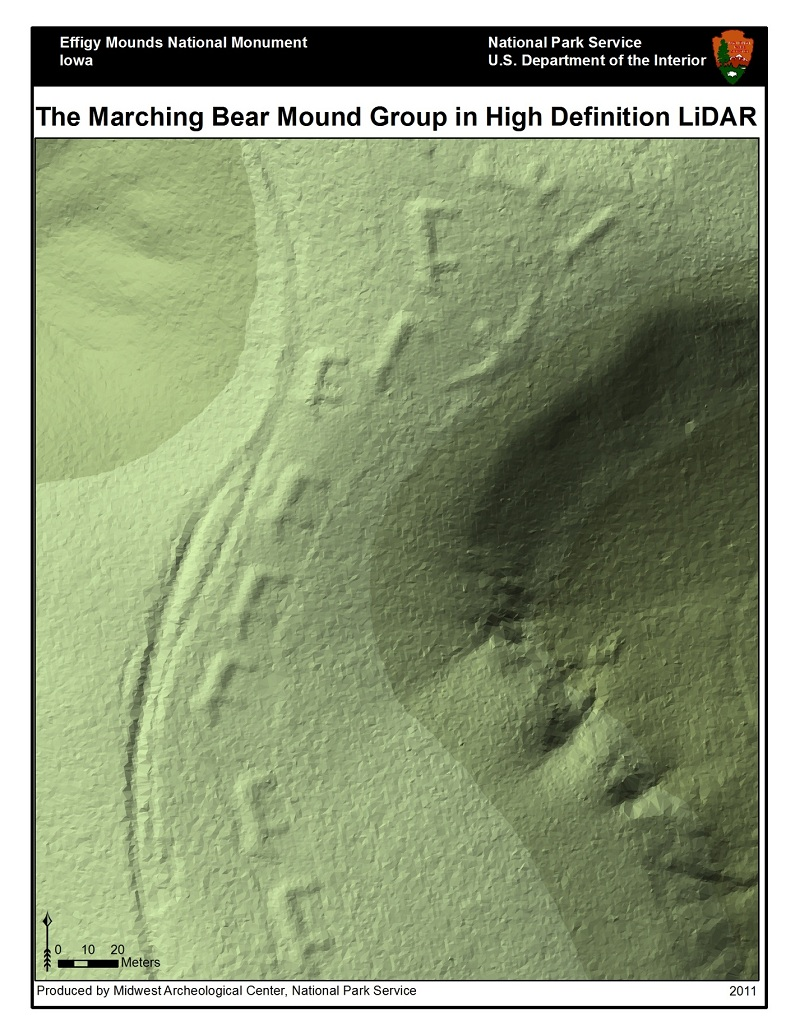
光學雷達在雕像古冢國家保護區擷取影像

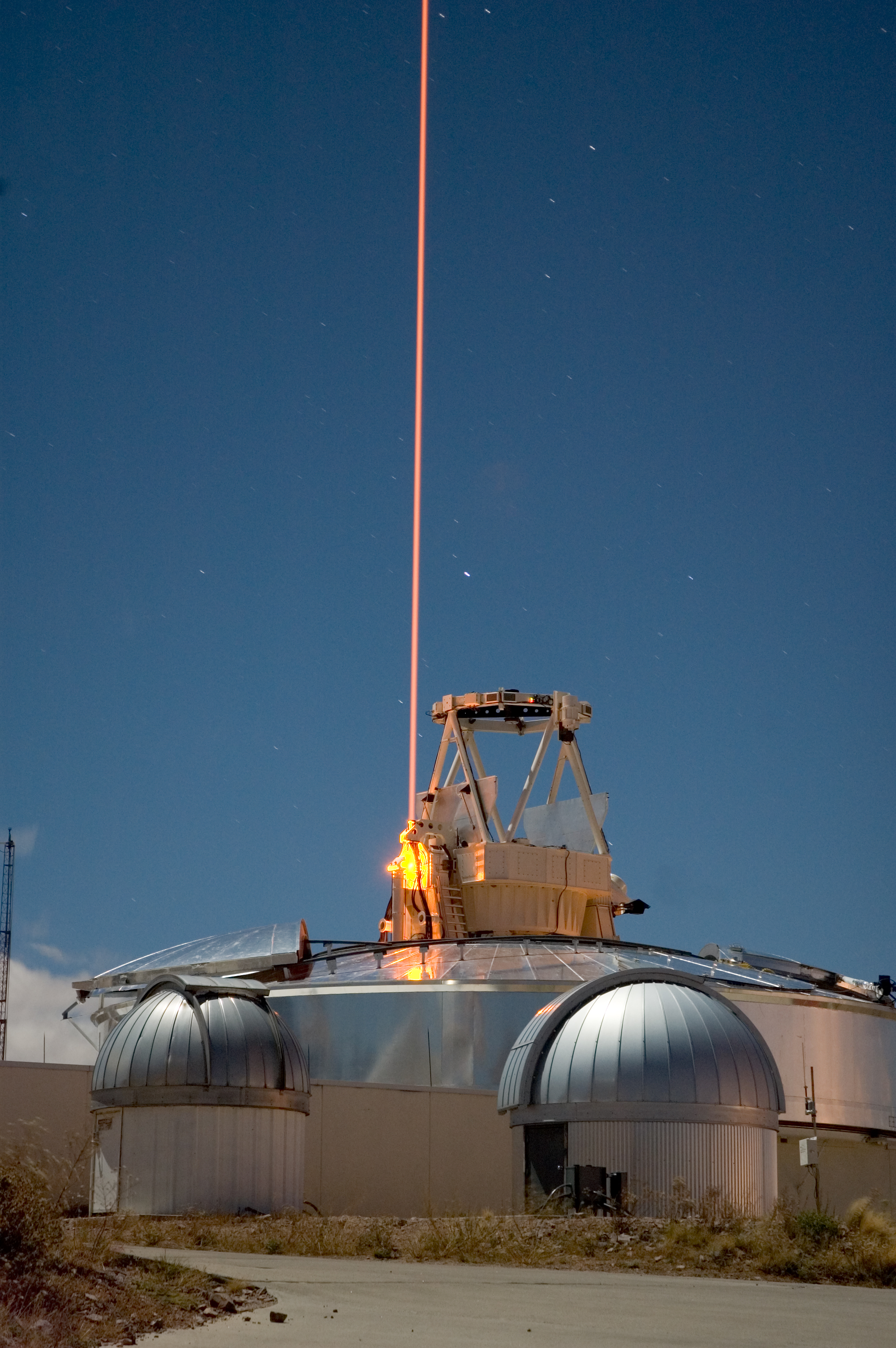
星火光学测距中使用的频率叠加光辐射源，这个光源用于激光雷达和激光引导星实验，它使用钠黄光D_{2}谱线，用来激发大气层高空钠层钠原子。

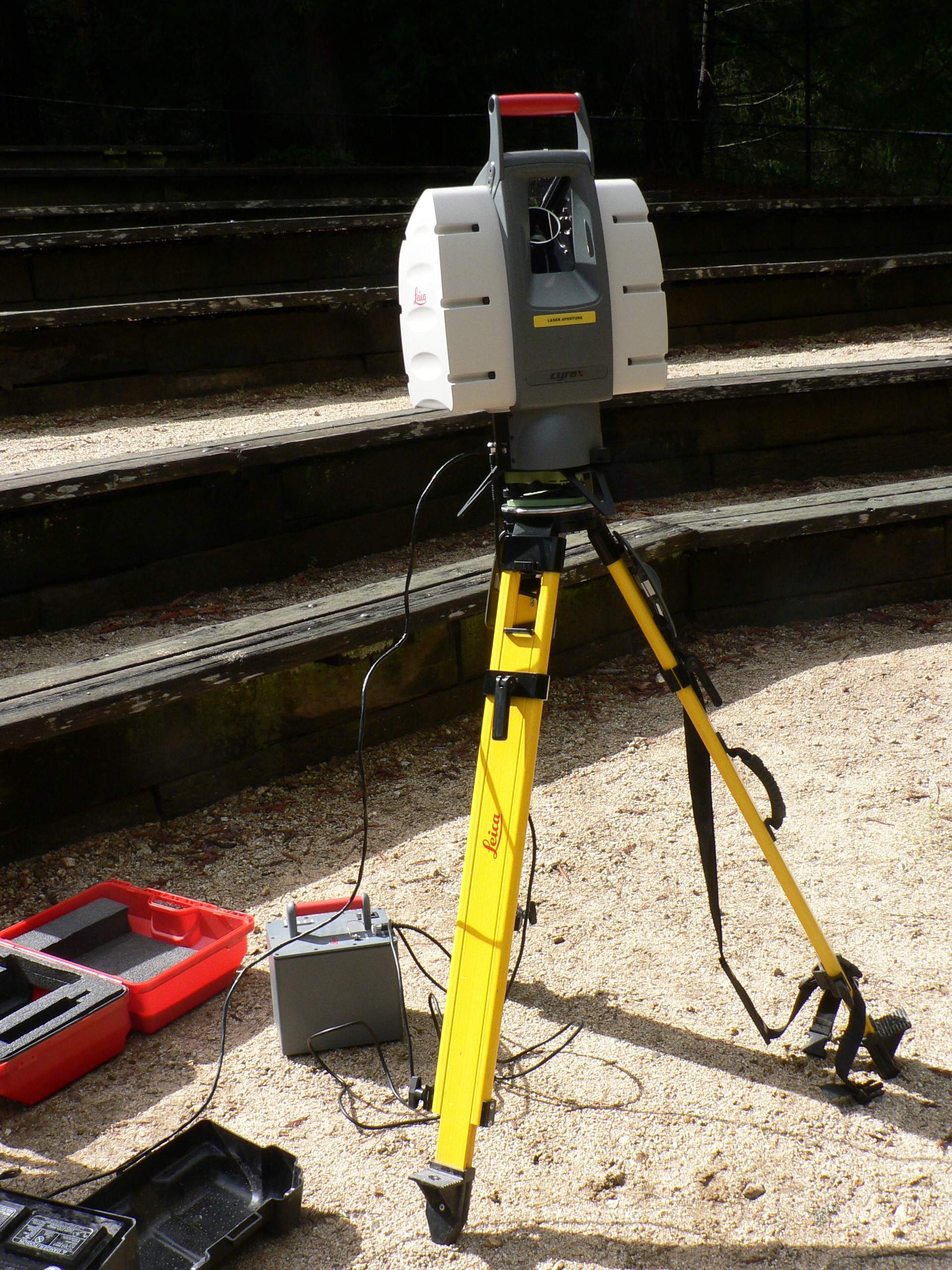
这个光学雷达可能用于扫描建筑物、岩层等来构造3D立体模型。这个光学雷达可以将它的光束瞄准在很宽的范围内，头部可以水平转动，而一个镜子负责垂直转动。激光束用来测量光路上第一个物体的距离。

一個基本的激光雷達系統包括旋轉鏡子和激光測距儀。

光学雷达，或稱光達或雷射雷達（英語：lidar, LIDAR, LiDAR，是英文“Light Detection And Ranging”的缩写），是一种光学遥感技术，它通过向目标照射一束光，通常是一束脉冲激光来测量目标的距离等参数。激光雷达在测绘学、考古学、地理学、地貌、地震、林业、遥感以及大气物理等领域都有应用此外，这项技术还用于机载激光地图测绘、激光测高、激光雷达等高线绘制等等具体应用中。
光學雷達对物体距离的测量与通常所说的雷达类似，都是通过测量发送和接受到的脉冲信号时间间隔来计算物体的距离。因此，由于原理上的相似性，尽管雷达的准确定义是使用微波或无线电波等波长较长的电磁波进行检测测距的设备，光學雷達这一术语仍然被广泛使用。
依据搭载平台不同, 激光雷达可以分为星载激光雷达(spaceborne lidar)、机载激光雷达(airbornelaser scanner, ALS)、无人机激光雷达(drone laser scanner, DLS)、车载激光雷达(vehicle-mounted laser scanner, VLS)和地基激光雷达 (terrestrial laser scanner, TLS)。

## 歷史和詞源
光學雷達起源於1960年代初，在雷射發明後不久，透過雷射對焦成像與透過使用感測器和數位搜集裝置測量信號回傳時間，及計算距離的能力結合而產生。 它的第一個應用來自氣象學，美國國家大氣研究中心用它來測量雲。1971年阿波羅15號任務期間，當太空人使用雷射高度計繪製月球表面時，讓人们意識到光學雷達的準確性和實用性。
儘管現在大多數人會把“LIDAR”這個詞當作縮寫，其實該術語起源於“light”與“radar”的混成词。 1963年首次發表的關於雷射雷達的文章清楚地表明：“最終，雷射可以提供遠距離物體的特定波長的探測運用。”同時，它被用於研究月球。牛津英語詞典應證了這個詞源。
光學雷達作為首字母縮寫（“LIDAR”或“LiDAR”）的解釋後的1970年，有人基於以下假設：由於基本術語“雷達”最初是作為“無線電檢測和測距”的縮寫開始的，所以“光學雷達”必須代表“光檢測和測距”或“雷射光成像，檢測和測距”。儘管英語不再把“radar”當作縮寫，而且印刷的文字普遍以“lidar”這個詞為主，但在1980年代開始的一些出版物中，“lidar”一詞變成了大寫字母“LIDAR”或“LiDAR”。 目前還沒有關於大寫字母的共識，反映了光學雷達是否是縮寫詞的不確定性，以及它是否是縮寫，是否應該以小寫形式出現，如“lidar”。 各種出版物將光學雷達稱為“LIDAR”，“LiDAR”，“LIDaR”或“Lidar”。 美國地質調查局有時在同一文件中同時使用“LIDAR”和“lidar”；而紐約時報主要使用“lidar”，路透社等新聞公司可能會使用“Lidar”。

## 感測器
與檢測物體自然發射的能量的無源傳感器相反，光學雷達使用有源傳感器，它們發射自己的能量源進行照明。 能量源撞擊物體，物體反射的能量被感測器檢測和測量。 雷射光雷達是有源傳感器的一個例子，它使用雷射器（通過受激發射輻射的光放大）雷達傳輸光脈沖和帶有靈敏探測器的接收器來測量背散射或反射光。 通過記錄發射和背散射脈沖之間的時間並使用光速計算行進距離來確定與物體的距離。

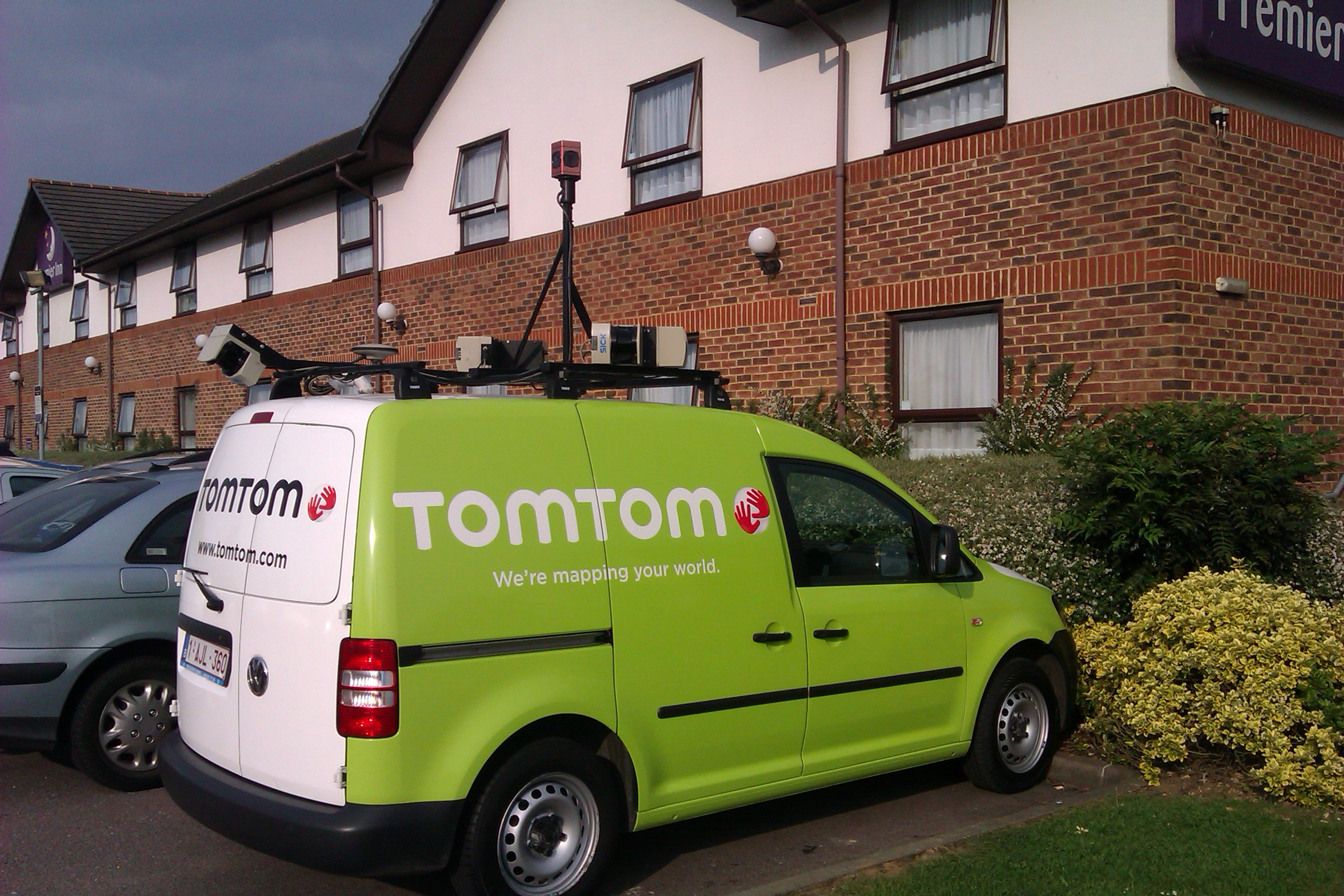
這輛TomTom公司的測繪麵包車的車頂行李架裝有五個激光雷達。